# Daniello Bartoli

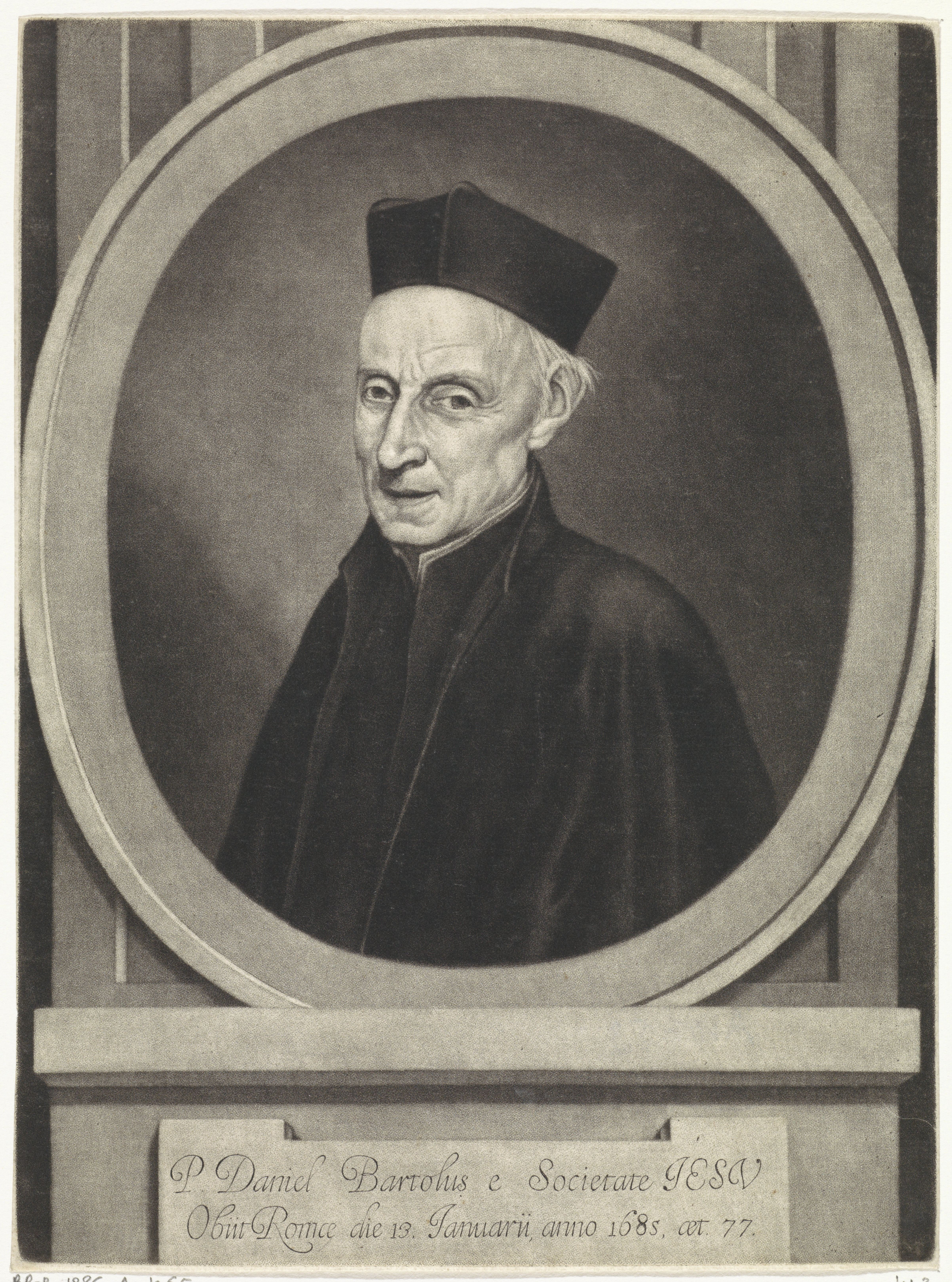
Daniello Bartoli.

Daniello Bartoli, född den 12 februari 1608 i Ferrara, död den 13 januari 1685, var en italiensk skriftställare.
Bartoli, som var rektor vid jesuitkollegiet i Rom, var mångsidigt lärd och utmärks av sin klassiska italienska stil. Han författade jesuitordens historia (Istoria della compagnia di Gesù, 5 band, 1653–73), L'uomo di lettere, fysikaliska och lingvistiska avhandlingar, uppbyggelseskrifter, det märkliga akustiska arbetet Del suono, de' tremori armonici e dell' udito (1681) med mera. Bartolis Opere complete utkom 1823–44 i 34 band och 1829–37 i 50 band.